# Südafrikanische Alpine Skimeisterschaften 2017
Die Südafrikanischen Alpinen Skimeisterschaften 2017 fanden am 31. Juli 2017 im Tiffindell Ski Resort statt.
Es wurden nur Slalomläufe ausgetragen.

## Teilnehmer
| Europa (12 Länder)                                               | Europa (12 Länder)                                                             | Europa (12 Länder) |
| ---------------------------------------------------------------- | ------------------------------------------------------------------------------ | ------------------ |
| - Belgien - Finnland - Frankreich - Italien - Kosovo - Luxemburg | - Österreich - Tschechien - Ukraine - Ungarn - Vereinigtes Königreich - Zypern |                    |
| Asien (5 Länder)                                                 |                                                                                |                    |
| - Israel - Libanon - Osttimor                                    | - Südkorea - Thailand                                                          |                    |
| Afrika (3 Länder)                                                |                                                                                |                    |
| - Madagaskar - Marokko                                           | - Südafrika                                                                    |                    |

## Streckendaten
|                    | Damen          | Herren              |
| ------------------ | -------------- | ------------------- |
| Startzeit 1. Lauf  | 13:00 Uhr      | 8:00 Uhr            |
| Startzeit 2. Lauf  | 14:30 Uhr      | 10:30 Uhr           |
| Seehöhe Start      | 2.837 m        | 2.852 m             |
| Seehöhe Ziel       | 2.712 m        | 2.712 m             |
| Höhendifferenz     | 125 m          | 140 m               |
| Streckenlänge      | ?              | ?                   |
| Kurssetzer 1. Lauf | A. Heath (RSA) | A. Heath (RSA)      |
| Kurssetzer 2. Lauf | A. Heath (RSA) | M. Rafetseder (HUN) |
| Tore 1. Lauf       | 45             | 48                  |
| Tore 2. Lauf       | 45             | 49                  |

## Damen

### Slalom
| Platz | Name                     | Zeit        |
| ----- | ------------------------ | ----------- |
| 01    | Lucie Piccard (FRA)      | 1:21,93 min |
| 02    | Sara Dellantonio (ITA)   | 1:22,14 min |
| 10    | Rachel Elizabeth Olivier | 1:43,10 min |
| 11    | Nombulelo Mkhentane      | 1:48,70 min |
| 12    | Cara Leask               | 1:51,22 min |

Datum: 31. Juli 2017

Ort: Tiffindell Ski Resort

## Herren

### Slalom
| Platz | Name               | Zeit        |
| ----- | ------------------ | ----------- |
| 01    | Kai Alaerts (BEL)  | 1:21,93 min |
| 02    | Martin Arene (FRA) | 1:21,96 min |
| 26    | Connor Wilson      | 1:31,67 min |
| 32    | Francois Olivier   | 1:42,99 min |
| 33    | Matthys Olivier    | 1:43,46 min |

Datum: 31. Juli 2017

Ort: Tiffindell Ski Resort